# Депутаты Сейма Республики Польша X созыва
Депутаты Сейма Республики Польша X (10) созыва были избраны на парламентских выборах 15 октября 2023 года. Первое заседание Сейма состоялось 13 ноября 2023 года.
| Фракция/депутатская группа | Фракция/депутатская группа   | начало созыва | август 2025 | +/– |
| -------------------------- | ---------------------------- | ------------- | ----------- | --- |
|                            | Право и справедливость       | 191           | 185         | ▼ 6 |
|                            | Гражданская коалиция         | 157           | 157         | ▬   |
|                            | Польша 2050                  | 33            | 30          | ▼ 3 |
|                            | Польская народная партия     | 32            | 32          | ▬   |
|                            | Левые                        | 26            | 21          | ▼ 5 |
|                            | Конфедерация                 | 18            | 16          | ▼ 2 |
|                            | Партия «Вместе»              | 0             | 5           | —   |
|                            | Свободные республиканцы      | 3             | 4           | ▲ 1 |
|                            | Конфедерация польской короны | 0             | 3           | —   |
|                            | Независимые депутаты         | 0             | 3           | ▲ 3 |
|                            | Вакантные места              | 0             | 4           | ▲ 4 |
| Всего                      | Всего                        | 460           | 460         | 460 |

## Президиум Сейма 10 созыва
| Депутат                                                                    | Депутат            | Должность         | Фракция                                | Период полномочий | Период полномочий |
| Депутат                                                                    | Депутат            | Должность         | Фракция                                | Начало            | Окончание         |
| -------------------------------------------------------------------------- | ------------------ | ----------------- | -------------------------------------- | ----------------- | ----------------- |
|                                                                            | Марек Савицкий     | Сеньор маршал     | Польская народная партия – Третий путь | 13 ноября 2023    | 13 ноября 2023    |
| Сеньор маршал председательствует на заседании Сейма до избрания Президиума |                    |                   |                                        |                   |                   |
|                                                                            | Шимон Холовня      | Маршал Сейма      | Польша 2050 – Третий путь              | 13 ноября 2023    |                   |
|                                                                            | Кшиштоф Босак      | Вице-маршал Сейма | Конфедерация                           | 13 ноября 2023    |                   |
|                                                                            | Дорота Недзеля     | Вице-маршал Сейма | Гражданская коалиция                   | 13 ноября 2023    |                   |
| Моника Велиховская                                                         | Вице-маршал Сейма  | 13 ноября 2023    | Гражданская коалиция                   |                   |                   |
|                                                                            | Влодзимеж Чажастый | Вице-маршал Сейма | Левица                                 | 13 ноября 2023    |                   |
|                                                                            | Петр Згожельский   | Вице-маршал Сейма | Польская народная партия – Третий путь | 13 ноября 2023    |                   |

## Фракции
Во время первого заседания Сейма X созыва были созданы следующие депутатские объединения (Клубы (пол. Klub poselski, 15 и более депутатов) и Депутатские группы (пол. Koło poselskie, от 3 до 15 депутатов)):
- Клуб «Право и справедливость» (Объединённые правые) (190 депутатов[6]) — председатель Мариуш Блащак;
- Клуб «Гражданская коалиция – Гражданская платформа – Современная – Польская инициатива – Зелёные» (157 депутатов) — председатель Борис Будка (2023) и Збигнев Конвиньский (с 2023);
- Клуб «Польша 2050 – Третий путь» (32 депутата) — председатель Мирослав Сухонь;
- Клуб «Польская народная партия – Третий путь» (31 депутат) — председатель Кшиштоф Пашик;
- Клуб «Левые» (21 депутат) — председатель Кшиштоф Гавковский (2023) и Анна-Мария Жуковская (с 2023);
- Клуб «Конфедерация» (18 депутатов) — председатель Станислав Тышка (2023-2024) и Гжегож Плачек (с 2025);
- Депутатская группа «Левые вместе» (5 депутатов) — председатель Марцелина Завиша;
- Депутатская группа «Свободные республиканцы» (4 депутатов) — председатель Павел Кукиз;
- Кроме того, один депутат (Адам Гомола) является внефракционным

## Список депутатов
| Фракция «Право и справедливость» (Объединённые правые) | Фракция «Право и справедливость» (Объединённые правые) | Фракция «Право и справедливость» (Объединённые правые) | Фракция «Право и справедливость» (Объединённые правые) |
| --- | --- | --- | --- |
| | | | |
| - Анджей Адамчик - Вальдемар Андзель - Дорота Артишевская-Мелевчик - Ивона Арент - Марек Аст - Петр Бабинец - Анна Балух - Рышард Бартосик - Барбара Бартус - Мариуш Блащак - Рафал Бохенек - Яцек Богуцкий - Йоанна Боровяк - Камиль Бортничук - Божена Борис-Шопа - Лидия Бужиньская - Мартин Вархол - Роберт Варвас - Ян Важеха - Малгожата Вассерманн - Рафал Вебер - Петр Вавжик - Марек Весёлый - Патрик Вихер - Ярослав Вечёрек - Тереза Вильк - Эльжбета Витек - Агнешка Войцеховская ван Хейкелом - Агата Войтышек - Михал Вош - Гжегож Возняк - Тадеуш Возняк - Михал Вуйцик - Бартоломей Врублевский - Анджей Гаврон - Гжегож Гажа - Анна Гембицкая - Шимон Гижинский - Малгожата Голиньская - Казимеж Голоюх - Петр Глиньский - Кшиштоф Глуховский - Малгожата Голиньская - Ярослав Ганчаж - Роберт Гонтаж - Мариуш Госек - Агнешка Гурская - Мартин Грабовский - Марек Грубарчик - Анджей Гут-Мостовый | - Казимеж Гвяздовский - Мартин Гвуждзь - Владислав Дайчак - Анна Домбровская-Банашек - Лешек Добжинский - Збигнев Долата - Бартоломей Доривальский - Пшемыслав Драбек - Эльжбета Дуда - Ян Дзедзичак - Томаш Зелиньский - Ярослав Зелиньский - Збигнев Зёбро - Войцех Зубовский - Иренеуш Зыска - Норберт Качмарчик - Филипп Качиньский - Ярослав Качиньский - Петр Калета - Себастьян Калета - Мариуш Калужный - Ян Кантхак - Фредерик, Капинос - Лукаш Кмита - Мария Коц - Михал Ковальский - Януш Ковальский - Хенрик Ковальчик - Бартош Ковнацкий - Анджей Коштовняк - Веслав Краевский - Ярослав Краевский - Леонард Красульский - Петр Круль - Анна Крупка - Анджей Крый - Мариуш Кристиан - Кшиштоф Кубув - Виолетта Кульпа - Владислав Куровский - Мария Куровская - Марек Кухцинский - Збигнев Кузьмюк - Анна Квецень | - Ева Лениарт - Йоанна Лихоцкая - Кшиштоф Липец - Гжегож Лорек - Себастьян Лукашевич - Малена Махалек - Антоний Мацеревич - Эва Малик - Мацей Малецкий - Дариуш Матецкий - Ежи Матерна - Гжегож Матусяк - Марек Матушевский - Гжегож Мацко - Лукаш Мейза - Анна Мильчановская - Даниэль Милевский - Матеуш Моравецкий - Ян Мосиньский - Михал Москаль - Александр Мрувчиньский - Мартин Оцепа - Яцек Осух - Яцек Оздоба - Моника Павловская - Тереза Памула - Анна Палух - Болеслав Пеха - Гжегож Пеховяк - Анна Печарка - Дариуш Пёнтковский - Кацпер Плажиньский - Шимон Погода - Ежи Полачек - Пётр Полак - Мартин Пужуцек - Гжегож Пуда - Збигнев Рау - Рафал Романовский - Уршуля Русецкая - Павел Рыхлик - Павел Салек - Яцек Сасин - Ярослав Селлин - Ольга Семенюк-Патковская - Эдвард Сярка - Славомир Скварек - Казимеж Смолиньский | - Кшиштоф Соболевский - Агнешка Соин - Катажина Суйка - Мирослава Стаховяк-Ружецкая - Дариуш Стефанюк - Марек Суский - Роберт Телус - Рышард Терлецкий - Влодзимеж Томашевский - Сильвестр Тулаев - Кшиштоф Тхужевский - Петр Уруский - Петр Ущиньский - Магдалена Филипек-Собчак - Радослав Фогель - Збигнев Хмеловец - Артур Хоецкий - Казимеж Хома - Доминика Хоросиньская - Чеслав Хоц - Збигнев Хоффман - Мартин Хорала - Тадеуш Хжан - Павел Хреняк - Януш Цешиньский - Михал Цешляк - Кшиштоф Цехюра - Тадеуш Циманьский - Анна Цихольская - Кшиштоф Чарнецкий - Витольд Чарнецкий - Пшемыслав Чарнек - Аркадиуш Чарторыйский - Анита Червиньская - Лидия Чехак - Катажина Чохара - Артур Шалабавка - Войцех Шарама - Яцек Швят - Анджей Шливка - Павел Шрот - Станислав Швед - Шимон Шинковский вель Сенк - Агнешка Шцигай - Юзефа Щурек-Желазко - Павел Яблоньский |
| Фракция «Гражданская коалиция-Гражданская платформа-Современная-Польская инициатива-Зелёные» | | | |
| | | | |
| - Петр Адамович - Уршуля Аугустын - Сильвия Белявская - Павел Ближнюк - Матеуш Бохенек - Кшиштоф Боярский - Пётр Борыс - Мартин Босацкий - Ярослав Валенса - Роберт Вардзала - Моника Велиховская - Пшемыслав Витек - Адриан Витчак - Мариуш Витчак - Александра Вишневская - Анна Войцеховская - Богуслав Волошаньский - Мацей Врубель - Патрик Габриэль - Кшиштоф Гадовский - Александра Гаевская - Кинга Гаевская - Эльжбета Гапиньская - Здислав Гавлик - Эльжбета Гелерт - Артур Герада - Роман Гертых - Владислав Гизиньский - Томаш Глоговский - Пётр Гловский - Марта Голбик - Станислав Горчица - Кшиштоф Грабчук - Ян Грабец - Барбара Григорцевич - Малгожата Громадская - Марек Гзик - Барбара Дольняк | - Анджей Доманьский - Роберт Довган - Марек Жонса - Бартош Завея - Витольд Зембачиньский - Уршуля Зелиньская - Пётр Кандыба - Яцек Карновский - Ивона Каролевская - Катажина Кежек-Коперская - Йоанна Клузик-Ростковская - Павел Коваль - Ивона Козловская - Мария Козлякевич - Ева Колодзей - Магдалена Колодзейчак - Михал Колодзейчак - Збигнев Конвиньский - Томаш Костусь - Александра Кот - Уршуля Кошутская - Ивона Кравчик - Михал Кравчик - Роберт Кропивницкий - Войцех Круль - Марек Кжонкала - Адам Кжеминьский - Хенрика Кшивонос-Стрыхарская - Пётр Лахович - Станислав Ламчик - Мацей Ласек - Габриэла Ленартович - Алиция Лепковская-Голась - Изабела Лещиньская - Божена Лисовская - Артур Лонцкий - Дорота Лобода - Магдалена Лосько                                                                         | - Алиция Лучак - Кристиан Лучак - Катажина Любнауер - Аркадиуш Мархевка - Дорота Марек - Павел Маселко - Катажина Матусик-Липец - Ежи Мейштович - Кшиштоф Мешковский - Чеслав Мрочек - Аркадиуш Мырха - Гжегож Наперальский - Дорота Недзеля - Яцек Недзведский - Малгожата Немчик - Йоланта Незгодский - Славомир Нитрас - Барбара Новацкая - Томаш Новак - Мажена Окла-Древнович - Павел Ольшевский - Катажина Осос - Павел Папке - Каролина Павличак - Малгожата Пенпек - Катажина Пекарская - Люциан Петжчик - Кшиштоф Пёнтковский - Казимеж Плоцке - Эльжбета Поляк - Агнешка Помаска - Мариуш Попеляж - Рената Рак - Магдалена Рогуска - Моника Роса - Якуб Рутницкий | - Кристина Сибиньская - Рафал Семашко - Томаш Семоняк - Кристина Сковроньская - Вальдемар Слугоцкий - Вероника Смардух - Анна Соболяк - Марек Сова - Катажина Стахович - Франтишек Стерчевский - Павел Суский - Аполониуш Тайнер - Цезарий Томчик - Мацей Томчикевич - Малгожата Трач - Кшиштоф Трусколяский - Дональд Туск - Ярослав Урбаняк - Магдалена Филикс - Йоанна Фридрих - Конрад Фрыштак - Кшиштоф Хабура - Агнешка Ханайчик - Ивона Хартвих - Марек Хок - Лукаш Хобартовский - Михал Шевиньский - Адам Шлапка - Хенрик Шопиньский - Кристина Шумилас - Томаш Шиманьский - Лукаш Шцебюровский - Мартин Юзефачук - Роберт Ягла - Данута Язловецкая - Мария Яныска - Михал Ярос - Доминик Яськовец - Патрик Яскульский - Клавдия Яхира |
| Фракция «Польская народная партия» (Польская коалиция) | | | |
| | | | |
| - Владислав Бартошевский - Павел Бейда - Марек Бернацкий - Адам Дзедзиц - Анджей Гжиб - Божена Желазовская - Ярослав Жепа - Пётр Згожельский | - Збигнев Зеевский - Йоланта Зенба-Гзик - Хенрик Кепура - Дариуш Климчак - Агнешка Клопотек - Владислав Косиняк-Камыш - Стефан Краевский - Радослав Любчик | - Мирослав Малишевский - Уршуля Новогурская - Мирослав Орлиньский - Уршуля Паславская - Кшиштоф Пашик - Михал Пыжик - Иренеуш Рась - Веслав Ружиньский | - Тадеуш Самборский - Марек Савицкий - Чеслав Секерский - Хенрик Смолаж - Збигнев Сосновский - Магдалена Срока - Яцек Томчак - Станислав Томчишин |
| Фракция «Польша 2050» | | | |
| | | | |
| - Агнешка Бучиньская - Эльжбета Буркевич - Камиль Внук - Пётр Гурникевич - Михал Граматыка - Павел Залевский | - Рафал Каспшик - Рафал Комаревич - Александра Лео - Адам Любоньский - Йоанна Муха - Майя Новак - Барбара Окула - Барбара Оливецкая | - Лукаш Осмаляк - Норберт Петриковский - Рышард Петру - Бартош Ромович - Ева Схадлер - Мартин Сконечка - Пётр Страх - Мирослав Сухонь | - Виолета Томчак - Паулина Хенниг-Клоска - Божена Холовня - Шимон Холовня - Жанета Цвалина-Шливовская - Славомир Чвик - Ева Шимановская - Павел Шлиз |
| Фракция «Левые» | | | |
| | | | |
| - Дариуш Вечорек - Йоанна Виха - Агнешка Дземьянович-Бонк - Кшиштоф Гавковский | - Дарья Госек-Попёлек - Анна-Мария Жуковская - Пётр Коваль - Катажина Котула - Анита Кухарская-Дедич | - Мартин Куласек - Лукаш Литевка - Ванда Новицкая - Дорота Олько - Аркадиуш Сикора - Тадеуш Томашевский | - Томаш Треля - Катажина Уеберхан - Анджей Шейна - Веслав Щепаньский - Влодзимеж Чажастый - Яцек Черняк |
| Фракция «Конфедерация свободы и независимости» | | | |
| | | | |
| - Конрад Беркович - Карина Босак - Кшиштоф Босак - Михал Вавер - Рышард Вильк | - Пшемыслав Виплер - Анджей Запаловский - Славомир Ментцен - Кшиштоф Мулава | - Бартоломей Пейо - Гжегож Плачек - Михал Полубочек - Кшиштоф Тудуй | - Витольд Туманович - Бронислав Фолтын - Кшиштоф Шиманьский |
| Депутатская группа Партии «Вместе» | | | |
| | | | |
| - Марцелина Завиша - Адриан Зандберг | - Мацей Конечный | - Паулина Матысяк | - Марта Стожек |
| Депутатская группа «Свободные республиканцы» | | | |
| | | | |
| - Ян Кшиштоф Ардановский | - Павел Кукиз | - Ярослав Сахайко | - Марек Якубяк |
| Депутатская группа «Конфедерация польской короны» | | | |
| | | | |
| - Славомир Завишляк | - Влодзимеж Скалик | - Роман Фриц | |
| Независимые депутаты | | | |
| | | | |
| - Изабела Боднар | - Адам Гомола | - Томаш Зимох | |

## Депутаты, мандат которых был прекращён во время каденции
| Депутат                  | Депутат                | Дата прекращения мандата                     | Причина                                       | Замещающий            |
| ------------------------ | ---------------------- | -------------------------------------------- | --------------------------------------------- | --------------------- |
|                          | Артур Собонь           | 6 декабря 2023                               | назначен членом правления Национального банка | Анна Балух            |
| Мариуш Каминьский        | 20 декабря 2023        | в связи с полномочным приговором суда        | Моника Павловская                             |                       |
| Мацей Вонсик             | 20 декабря 2023        | в связи с полномочным приговором суда        | Виолетта Кульпа                               |                       |
|                          | Кшиштоф Брейза         | 5 января 2024                                | получил мандат депутата Европарламента        | Магдалена Лосько      |
| Раймунд Миллер           | 27 марта 2024          | смерть                                       | Павел Маселко                                 |                       |
| Гжегож Русецкий          | 10 апреля 2024         | избран Президентом Лешно                     | Алиция Лучак                                  |                       |
| Александр Мишальский     | 23 апреля 2024         | избран Президентом Кракова                   | Доминик Яськовец                              |                       |
| Войцех Салуга            | 6 мая 2024             | избран Маршалом Силезского воеводства        | Катажина Стахович                             |                       |
|                          | Вальдемар Буда         | 10 июня 2024                                 | избран депутатом Европарламента               | Влодзимеж Томашевский |
| Михал Дворчик            | 10 июня 2024           | избран депутатом Европарламента              | Гжегож Мацко                                  |                       |
| Малгожата Госевская      | 10 июня 2024           | избрана депутатом Европарламента             | Ярослав Краевский                             |                       |
| Марлена Малонг           | 10 июня 2024           | избрана депутатом Европарламента             | Лидия Чехак                                   |                       |
| Аркадиуш Мыларчик        | 10 июня 2024           | избран депутатом Европарламента              | Анна Палух                                    |                       |
| Пётр Мюллер              | 10 июня 2024           | избран депутатом Европарламента              | Михал Ковальский                              |                       |
| Яцек Оздоба              | 10 июня 2024           | избран депутатом Европарламента              | Рафал Романовский                             |                       |
|                          | Бартош Арлукович       | 10 июня 2024                                 | избран депутатом Европарламента               | Барбара Григорцевич   |
| Борис Будка              | 10 июня 2024           | избран депутатом Европарламента              | Уршуля Кошутская                              |                       |
| Камила Гасюк-Пихович     | 10 июня 2024           | избрана депутатом Европарламента             | Мариуш Попеляж                                |                       |
| Дариуш Йоньский          | 10 июня 2024           | избран депутатом Европарламента              | Кшиштоф Пёнтковский                           |                       |
| Мартин Кервиньский       | 10 июня 2024           | избран депутатом Европарламента              | Мария Козлякевич                              |                       |
| Ягна Марчулайтис-Вальчак | 10 июня 2024           | избрана депутатом Европарламента             | Ежи Мейштович                                 |                       |
| Мирослава Ныкель         | 10 июня 2024           | избрана депутатом Европарламента             | Мацей Томчикевич                              |                       |
| Яцек Протас              | 10 июня 2024           | избран депутатом Европарламента              | Катажина Круляк                               |                       |
| Бартоломей Сенкевич      | 10 июня 2024           | избран депутатом Европарламента              | Александра Кот                                |                       |
| Михал Щерба              | 10 июня 2024           | избран депутатом Европарламента              | Магдалена Рогуска                             |                       |
| Марта Вцисло             | 10 июня 2024           | избрана депутатом Европарламента             | Божена Лисовская                              |                       |
| Богдан Здроевский        | 10 июня 2024           | избран депутатом Европарламента              | Кшиштоф Мешковский                            |                       |
|                          | Станислав Тышка        | 10 июня 2024                                 | избран депутатом Европарламента               | Кшиштоф Шиманьский    |
| Гжегож Браун             | 10 июня 2024           | избран депутатом Европарламента              | Михал Полубочек                               |                       |
|                          | Михал Кобоско          | 10 июня 2024                                 | избран депутатом Европарламента               | Божена Холовня        |
|                          | Кшиштоф Хетман         | 10 июня 2024                                 | избран депутатом Европарламента               | Хенрик Смолаж         |
|                          | Йоанна Шойринг-Вельгус | 10 июня 2024                                 | избрана депутатом Европарламента              | Пётр Коваль           |
| Кшиштоф Сьмишек          | 10 июня 2024           | избран депутатом Европарламента              | Марта Стожек                                  |                       |
|                          | Изабела Мжиглоцкая     | 10 августа 2024                              | смерть                                        | Роберт Ягла           |
|                          | Адам Андрушкевич       | 7 августа 2025                               | получил назначение в Канцелярию президента    |                       |
| Збигнев Богуцкий         | 7 августа 2025         | назначен руководителем Канцелярии президента |                                               |                       |
| Мартин Пшидач            | 7 августа 2025         | получил назначение в Канцелярию президента   |                                               |                       |
| Павел Шефернакер         | 7 августа 2025         | получил назначение в Канцелярию президента   |                                               |                       |